# Ettore Bugatti
Ettore Arco Isidoro Bugatti (Milão, 15 de setembro de 1881 — Paris, 21 de agosto de 1947) foi um projetista e construtor de automóveis italiano.
Seu pai, Carlo Bugatti, foi um escultor e artista carpinteiro. 

## Vida
Quando terminou seus estudos, e uma pequena estadia na Academia de Arte, em Milão, Ettore Bugatti iniciou suas criações com bicicletas. A juventude da família Bugatti era especialmente fascinada pela tecnologia e pela mecânica automobilística. Aos 17 anos, Ettore equipou um triciclo com um motor, e logo após seguiu com outro triciclo dirigido por dois motores DeDion. Quase no final do século, Ettore Bugatti participou de uma corrida com seu primeiro veículo.
Em 1901, Ettore Bugatti apresentou o primeiro automóvel feito por ele mesmo, exposto na exibição internacional em Milão. Ele construiu o veículo com a ajuda dos irmãos Gulinelli, onde recebeu o premio "T2" pelo Automobile Club de France. Seguido de algumas dificuldades iniciais, o direito de produção de veículos foi da companhia Dietrich. Devido a ter menos de 21 anos, foi o seu pai que assinou o contrato com Dietrich. Nos anos seguintes, Ettore Bugatti desenvolveu cinco modelos adicionais para a companhia Deutz AG.

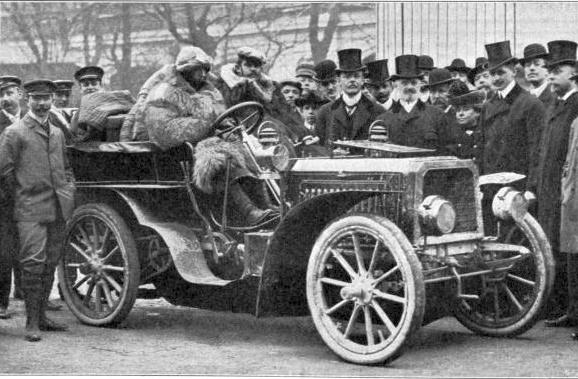
Ettore Bugatti acompanhado de seu motorista em Viena, março de 1903

A companhia Dietrich não estava satisfeita com o tempo que Ettore demorava em desenvolver e criar um carro de corrida, na opinião da companhia negligenciava a produção em massa. Seu contrato com a Dietrich foi consequentemente encerrado. Ettore Bugatti começou a trabalhar para Emil Mathis, onde desenvolveu um novo automóvel com motor de quatro cilindros.
Como com a companhia Dietrich, o relacionamento com Emil Mathis teve o mesmo resultado. Não desmotivado pela rejeição, ele continuou trabalhando em seus sonhos, desenvolvendo carros de corrida, agora sem nenhuma restrição de contratos, em 1906 desenvolveu um automóvel com um motor de 50 hp. Em julho de 1907, ele ofereceu este para Deutz, uma companhia que construía motores a gasolina. Ele obteve licença para construir carros, e Bugatti foi nomeado líder do departamento de produção no Cologne. Trabalhando em seu tempo livre no porão de seu apartamento, desenvolveu seu primeiro Model 10 "Pur Sang".
O terceiro filho de Ettore, chamado Jean, nasceu em 15 de Janeiro de 1909. Neste ponto, com o suporte do banqueiro Vizcaya, Bugatti abriu sua própria empresa na cidade de Molsheim, na região da Alsácia, hoje parte da França. Com isso ele garantiu um empréstimo no banco Darmstaedter, para construir dez automóveis e cinco motores de avião.
As primeiras máquinas pela fábrica em Molsheim foram entregues em janeiro de 1910. Cinco automóveis foram construídos e vendidos no mesmo ano. Ernst Friedrich, assistente de Ettore por um longo tempo, começou a pilotar nas corridas neste mesmo ano, construindo durante os anos seguintes o legendário sucesso da Bugatti nas corridas.
Ettore Bugatti celebrou a série de corridas ganhas em 1911. Surpreendendo todos com o segundo lugar no Grande Prêmio da França, onde o Model 10 foi muito bem sucedido como o mais potente carro de corrida. No mesmo ano, Bugatti assinou um contrato com a fabricante de automóveis Peugeot para a produção do "Bébé Peugeot", com o motor Bugatti Model 19. O "Bébé" foi um grande sucesso.
Durante a Primeira Guerra Mundial, Ettore Bugatti desenvolveu motores de avião para os governos francês e americano. Com o dinheiro ganho nestes motores, conseguiu capital suficiente para prosseguir com suas operações em Molsheim após o final da guerra. A produção foi ampliada e o número de empregados chegou a mais de mil.
Primeiro, segundo, terceiro e quarto lugar - esse era o time da Bugatti estabilizado no Voiturettes Grand Prix, em Brescia. Esta formidável e convincente vitória imortalizou o pequeno Model 13. A partir desta grande vitória, todos os motores 16 válvulas construídos por Bugatti carregaram o nome Brescia.
O modelo 29/30 foi o primeiro carro de corrida que ele equipou com 8 cilindros, adicionando freios hidráulicos e revolucionando com um chassi construído em forma de charuto. Este carro foi pilotado pela primeira vez em 1922 no ACF Grand Prix. O carro terminou a corrida em segundo lugar.
Bugatti causou muita excitação em 1923 no ACF Grand Prix, em Tours. Como em 1922, com o "Charuto", novamente introduziu um carro com um revolucionário chassi - uma carroceria que cobria as rodas. Chamado de "Tank", ficava mais próximo do chão e incorporava o motor de 8 cilindros. Com Ernst Friedrich no volante, o "Tank" terminou a corrida em terceiro lugar.
Ele retorna com seu tradicional chassi, o Model 35 com 8 cilindros. Foi o primeiro carro a correr com as famosas rodas de alumínio. A capacidade do motor foi aumentada para 2.3 litros. 
Ettore Bugatti sonhava com a construção perfeita, mais luxuosa possível. Com a introdução do "Royale" em 1926, ele finalmente havia realizado seu sonho. Até hoje o "Royale" é o mais expressivo automóvel de todos os tempos. O motor de 8 cilindros com 12,7 litros tem a potência de 300 hp. Infelizmente este legendário carro foi introduzido no ponto errado da história, pois o mundo entrava em uma grande depressão, onde somente três destes magníficos carros foram vendidos, o "Royale" quase causou a ruína de Ettore e sua companhia.
Durante os difíceis anos de depressão econômica, Ettore ganhou um contrato para construir um novo e veloz trem para o governo francês. Bugatti começou a fabricar vagões de trem, encontrando utilidade para o motor de tecnologia superior do "Royale". Instalando estes grandes motores nos trens, ele não só satisfazia o governo francês, mas também estabilizava sua companhia abalada financeiramente. Isto mostrava que ele não era apenas um sonhador, mas também um ótimo homem de negócios. Com exceção dos trens, o único automóvel que continuava em produção no início de 1930, foi o Model 57. Este sedan foi sua última grande produção bem sucedida, com cerca de 750 unidades produzidas e vendidas. O ano de 1936 mudou a vida de Bugatti para sempre. Seus empregados decidiram iniciar uma greve por melhores salários e condições de trabalho. Ele que sempre teve um relacionamento especial com seus empregados, pagando altos salários e benefícios sociais, sentiu-se insultado pessoalmente pelos empregados, e se retirou de sua companhia. Ele se distanciou de seus empregados, preferindo trabalhar quase sempre através de seu escritório exclusivo em Paris. O trabalho amigável em Molsheim consequentemente nunca mais retornou após a greve.
Com a vitória em 1937 na Le Mans, ele novamente presenciou a emoção que seu time possuía em 1920. Os pilotos Jean Pierre Wimille e Robert Benoist ganharam à corrida no Model 57 G "Tank".
No final da década de 1930, Ettore Bugatti se encontrava em uma grande dificuldade financeira. Entretanto, seu filho Jean, o convencia a disputar novamente com seu time em Le Mans. Utilizando o chassi da série 57 com compressor, similar as "Tank" como já havia pilotado na vitória de 1937 em Le Mans, os pilotos Jean Pierre Wimille e Pierre Veyron, com somente um veículo disponível, eram capazes de ganhar esta importante corrida. A vitória de 1939 em Le Mans foi a última grande vitória para Ettore Bugatti. Em 11 de agosto de 1939 o designado sucessor de "Patron", seu filho Jean, foi morto durante um teste com o mesmo carro que havia ganhado a corrida de Le Mans semanas antes. Alguns dias depois, se iniciou a Segunda Guerra Mundial.
Após o término da guerra, vários esforços foram feitos para retomar a produção em Molsheim. A situação financeira tornou a nova linha de produção dos produtos de Ettore impossível. Em 21 de agosto de 1947, aos 65 anos, Ettore Bugatti morreu devido à uma infecção, em um hospital militar em Paris. Contudo, somente 7 900 automóveis foram construídos enquanto ele controlava a companhia, alguns destes veículos sobreviveram e são produzidos hoje em dia - prova da genialidade de Ettore Bugatti e sua contribuição para a história do mundo automobilístico.
Após a morte de Ettore e Jean, seus outros filhos tentaram manter a fábrica, mas sem sucesso, fechando suas portas em 1951. Em 1987, o italiano Romano Artiolli resolveu ressuscitá-la. Da fábrica construída em Campogalliano (Itália) saía o monumental EB110. Mas problemas financeiros e a gestão desastrosa de Artiolli (que chegou a comprar a falida Lotus da GM) levaram a marca novamente para o buraco. Em 1998, a Bugatti era vendida para o grupo Volkswagen, que se prepara para lançar o superesportivo Veyron, construído na nova fábrica de Molsheim, na Alsácia.
Em 2000 foi incluído no Automotive Hall of Fame.